# Linsy Heister
Linsy Heister (Países Bajos, 18 de junio de 1988) es una nadadora neerlandesa especializada en pruebas de larga distancia en aguas abiertas, donde consiguió ser medallista de bronce mundial en 2010 en los 25 kilómetros en aguas abiertas.

## Carrera deportiva
En el Campeonato Mundial de Natación en Aguas Abiertas de 2010 celebrado en Roberval (Canadá), ganó la medalla de bronce en los 25 kilómetros en aguas abiertas, con un tiempo de 5:52:13 segundos, por delante de la española Margarita Dominguez  (plata con 5:55:59 segundos) y la francesa Celia Barrot  (bronce con 5:57:02 segundos).